# Йоахим фон Бланкенбург
Йоахим фон Бланкенбург (на немски: Joachim von Blanckenburg, auf Wolfshagen; † сл. 1470) е благородник от род Бланкенбург, господар във Волфсхаген в Укерланд в Бранденбург, съветник на херцог Улрих фон Мекленбург-Щаргард († 1471).
Той е единстевен син на мекленбургския съветник Хасо фон Бланкенбург († сл. 1457) и съпругата му фон Рутенберг.

## Фамилия
Йоахим фон Бланкенбург се жени ок. 1450 г. за Анна фон Девиц († сл. 1472), вдовица на Раймар фон Плесен (+ 1449), дъщеря на Цабел II фон Девиц († сл. 1467). Те имат децата:
- Хасе фон Бланкенбург, женен ок. 1505 г. за Анна фон Овстиен; имат син и две дъщери
- Йоахим фон Бланкенбург († 1549), господар във Волфсхаген, женен I. 1528 г. за Хиполита фон Айкщет (* 1497); имат дъщеря, II. за Аделхайд фон Бредов; имат син,
- Берта фон Бланкенбург († 1505), омъжена за Николаус V фон Хан (* пр. 1463; † 1500), рицар, наследствен маршал, съветник
- Попо фон Бланкенбург († сл. 1523), женен пр. 1500 г. за Маргарета фон дер Остен (* пр. 1480); имат дъщеря: